# Melanagromyza praeclara
Melanagromyza praeclara är en tvåvingeart som beskrevs av Spencer 1963. Melanagromyza praeclara ingår i släktet Melanagromyza och familjen minerarflugor. Inga underarter finns listade i Catalogue of Life.